# بنك قطر الوطني
مجموعة بنك قطر الوطني (بالإنجليزية: QNB Group)‏، في عام 1964، كأول بنك تجاري قطري، يتقاسم ملكيته جهاز قطر للاستثمار بنسبة %50 والقطاع الخاص بنسبة الـ %50 الباقية وهذا بمرسوم رقم (7) لسنة 1964 بتأسيس شركة مساهمة قطرية باسم بنك قطر الوطني.

## تصنيفات ائتمانية
حافظ QNB على تصنيف ائتماني مرتفع يعتبر ضمن الأعلى في المنطقة طبقا لعدد من وكالات التصنيف العالمية الرائدة مثل «ستاندرد آند بورز» (A)، و«موديز» (Aa3)، و«فيتش» (A+)، كما حاز البنك على جوائز عديدة من قبل كثير من الإصدارات المالية العالمية المتخصصة.

## خدمات مالية متخصصة
كما تقدم المجموعة من الخدمات المصرفية الاستثمارية من خلال شركتها التابعة QNB كابيتال للشركات والجهات الحكومية والمؤسسات في قطر والخارج. وتضم QNB كابيتال فريق عمل متخصص ذو خبرة واسعة يعتبر من بين الأفضل في المنطقة في العمليات المصرفية للشركات والخدمات الاستشارية، بما في ذلك استشارات عمليات الاندماج والاستحواذ، وأسواق الأسهم والسندات، واستشارات تمويل المشاريع، كما تقدم المجموعة خدمات الوساطة المالية عن طريق QNB للخدمات المالية (QNB FS)، وهي شركة تابعة وأول شركة مستقلة ومتخصصة بالوساطة المالية مرخص لها يطلقها بنك في دولة قطر. وتقدم  QNB للخدمات المالية منصة تداول في أسواق متعددة وعملات متنوعة.
تتواجد مجموعة QNB حاليا في أكثر من 31 بلداً وثلاث قارات حول العالم، حيث تقدم أحدث الخدمات المصرفية لعملائها. ويعمل في المجموعة ما يزيد عن  29,000 موظف في أكثر من  1,200  فرعا ومكتبا تمثيليا، بالإضافة إلى شبكة واسعة من أجهزة الصراف الآلي تزيد عن 4,300 جهاز.

## العلامة التجارية
استناداً إلى أداء البنك المتميز وتوسعه الخارجي، حافظت العلامة التجارية المصرفية للمجموعة على أعلى تقييم في منطقة الشرق الأوسط وأفريقيا، وفقا لمجلة براند فاينانس.

## الحصص والاستحواذات
للتسعة أشهر المنتهية في 30 سبتمبر 2020، بلغ صافي الربح 9,5 مليار ريال قطري (2,6 مليار دولار أمريكي). كما ارتفع إجمالي الموجودات بنسبة 8% منذ 30 سبتمبر 2019 ليصل إلى 986 مليار ريال قطري (271 مليار دولار أمريكي)
في 2016، استحوذت المجموعة على حصة بنسبة 99.88% في «فاينانس بنك» التركي (حاليا QNB فاينانس بنك)، خامس أكبر بنك مملوك للقطاع الخاص. وكانت المجموعة قد استكملت في عام 2013 عملية الاستحواذ على حصة مسيطرة بنسبة 95% في ثاني أكبر بنك في جمهورية مصر العربية، وهو بنك قطر الوطني مصر، كما عززت مجموعة QNB تواجدها الإقليمي من خلال الاستحواذ على حصص في عدد من المؤسسات المالية من بينها نسبة 20% فيEcobank Transnational Incorporated (Ecobank)، أحد أكبر وأهم البنوك في قارة إفريقيا، ونسبة 35% من بنك الإسكان للتجارة والتمويل ومقره الأردن، و 40% من البنك التجاري الدولي ومقره دولة الإمارات العربية المتحدة، وعلى نسبة 99.99% من QNB - تونس، و 54% من مصرف المنصور العراقي، ونسبة 20% من شركة الجزيرة للتمويل بالدوحة. كما تمتلك مجموعة QNB حصة 51% في QNB – سوريا، وحصة 92% من QNB إندونيسيا.